# روز پرداخت حقوق
روز پرداخت حقوق (به انگلیسی: Pay Day) فیلمی کوتاه و صامت، به کارگردانی چارلی چاپلین با بازی چارلی چاپلین، ادنا پرواینس، مک سوین و سیدنی چاپلین محصول سال ۱۹۲۲ است.